# プロ野球スピリッツ4
『プロ野球スピリッツ4』（プロやきゅうスピリッツふぉー）は、コナミデジタルエンタテインメント（以下、KDE-J）から、2007年4月1日にPlayStation 2とPlayStation 3向けのダブルプラットフォームで同時に発売されたリアル野球ゲーム。『プロ野球スピリッツ』シリーズの4作目にあたる。略称は『プロスピ4』。

## 概要
前作『3』ではXbox 360とPlayStation 2（PS2）のダブルプラットホームで発売されていたが、今作ではXbox 360ではなく、PlayStation 3（PS3）とのダブルプラットホームとなっている。
今作の主なモードはペナント（真剣、名将、フリー）、MVP（『3』では『MVPペナント』となっていたが今作から独立）、スピリッツ等の従来からのモードに加え、新モードとしてプロスピ入門、応援曲作成が追加された。また、2007年からの、セントラルリーグのクライマックスシリーズ導入にも対応している。
PS2版には『3』及び『実況パワフルプロ野球13』・『同・決定版』とのパスワードや選手移籍などの互換性が存在する。PS3版ではオンライン対戦や最新のプロ野球ニュースの閲覧が可能である。
本作ではオープニング画面が『プロ野球スピリッツ2004』以来の実写ムービーで、2006年シーズンの名場面を編集したものである。

### パッケージ
プロ野球スピリッツシリーズのパッケージ表紙は、前年に活躍した選手の写真が1チームにつき1人載ることが通例となっている。プロ野球スピリッツ4においてパッケージの表紙を飾った選手は以下の12名。
- 北海道日本ハムファイターズ・ダルビッシュ有
- 西武ライオンズ・アレックス・カブレラ
- 福岡ソフトバンクホークス・斉藤和巳
- 千葉ロッテマリーンズ・里崎智也
- オリックス・バファローズ・清原和博
- 東北楽天ゴールデンイーグルス・福盛和男
- 中日ドラゴンズ・福留孝介
- 阪神タイガース・藤川球児
- 東京ヤクルトスワローズ・青木宣親
- 読売ジャイアンツ・李承燁
- 横浜ベイスターズ・村田修一
- 広島東洋カープ・黒田博樹

## モード

### 対戦
プレイヤーが規定イニングやコールドなどのルールを自由に設定して遊べる。

#### 対戦方式
COM対戦･･･チーム全員を操作。「プロスピ入門」モードの形式。
フィールドプレイ･･･オーダー決定後にスタメンかベンチ入り選手の中から選手を一人選んで操作し、選手起用などの采配はCOMが行う。「トライアル」モードの形式。
試合観戦･･･COM同士の試合を観戦する。
2人対戦･･･COM対戦と同じくチーム全員操作で1P対2Pの対戦。
協力プレイ･･･1P＆2P対COM。
協力プレイのルール
1Pは投手（リリースタイミング操作）、2Pは捕手（球種指定･コース指示･守備シフト操作）を担当し、どちらかが選手交代すると1Pと2Pの操作も交代となる。
打撃では交互に操作し、盗塁を含めた走塁操作は打者走者以外は打者を担当していない側が行う。代打･代走を起用すると操作も交代となる。
守備では最初にボールに触れた野手を2Pが操作し、送球するたびに操作する側が入れ替わる。

### プロスピ入門
今作初登場のプロスピシリーズ初心者のために用意されたモード。投球・打撃・守備・走塁各部門の基本操作を解説と実際のプレーでマスターできる。あらかじめ表示されている課題を部門ごとにすべてクリアすると上級問題に挑戦できる。また、COM投手はたまにベストピッチもしてくるレッスンもあるが失投はせず、守備においてプレイヤーもCOMも操作ミス以外によるエラーは発生しない。
投球
失投せずにストライクを投げる（ただし、コースを狙う練習では赤い的がストライクゾーンからはみ出ているものもあり、この場合は赤い的に当てればボールでも成功となる）ことが必須。変化球を使わないレッスンではストレートのみ、使うレッスンではストレート・ツーシームファスト・スライダー・フォーク・シンカー・シュートが持ち球として用意される。
打撃
フェアグラウンドに飛ばすことが必須。バント以外では多少打ち上げてもかまわない。変化球を打つ・ヒットを打つレッスンではCOM投手は投球部門の変化球を投げるレッスンでプレイヤーが使える変化球を投げてくるが、ツーシームファストは投げない。
守備
走塁

### ホームラン競争
打者と球場を決めて、何本ホームランを打つことができるか競争できる。プレイ形態も、「フリープレイ」（VPなしでプレイできる）・「VPチャレンジ」（100VPを使ってプレイ）・「BIGチャレンジ」（500VPを使ってプレイ）から選べ、後者ほど、1本のホームランあたりにもらえるVPも多い。獲得VP・本数・飛距離にランキングが登録される。なお、基本獲得VPは打者の長打力が低いほど多くなり、球場が広い・フェンスが高いほど倍率も上昇する。持ち球は10球だが、VPチャレンジでは、ホームランを打つとエクストラボールがもらえ、これでホームランを打てばより多くのVPが獲得できる（つまり最高で20本打つことができる）。

### ストライクピッチ
投手を決めて、ストライクゾーンのパネルを何枚落とせるかを競える。プレイ形態はホームラン競争と同じ3種類。8枚全てのパネルを落とすと、ボーナスを獲得でき、新たなパネル（パネルの面積が狭くなり、当てるとパネルが戻ってしまう中央のドクロゾーンが広くなる）が出てくる。もらえるVPは投手のストレート第一球種のコントロールが低いほど多くなる（つまり、ストレートの第二球種のほうが第一球種よりもコントロールが良い場合でも第一球種のコントロールが基本獲得VPの基準となる）。持ち球は8球だが、1球で2枚同時に落とすと、エクストラボールがもらえ、これで2枚抜きすると、より多くのVPが獲得できる（つまり最高で16球使え、32枚落とせる）。なお、変化球を使うこともでき、パネルを落としにくくなるが、その分もらえるVPはストレート使用時よりも増える（球種によってももらえるVPは変わり、横変化するスライダー・シュート系よりも斜めに変化するカーブ・シンカー・スクリュー系のほうがもらえるVPも多い）。

### ペナントレース
以下の3タイプがあり、プレイ方法がそれぞれ異なるが、日本一・アジアチャンピオンを目指す目的は共通。「ユーティリティ」の項目で編成したチームを使用することができるが、チーム選択画面でR1ボタンを押しながらチームを選ぶことで、初期編成状態でも始められる。なお、キャンプ（選手のコンバートができる）・ドラフト・FA選手獲得・トライアウトに参加するかどうかはプレイヤーが自由に決められる（1年目のゲーム開始直後はキャンプのみ）。
また、日程は、「公式日程」と「短縮日程」（1ヶ月が7日で雨天中止なし）の2つから、解説も「おすすめ」（チュートリアルが表示される。但し、ある程度ペナントが進まないと、選手一軍登録や監督コマンドが選べないなどのデメリットがある）と「プロ仕様」（チュートリアルは省略。開幕から全コマンド使用可能）から選択できる。最大5シーズンまでプレイ可能。
マジペナント
一般的なペナント。ミッションが発生（個人に対してとチーム全体のものに分けられる。選手の通算記録などの重要なものは自動で発生するが、自分から特定のミッションを発生させることもできる）し、これをクリアすることで経験値や特殊能力習得・基礎能力値プラスといった有利に進められる報酬がもらえる。ミッションクリアや試合に出場し活躍する（試合後に勝敗にかかわらず10の経験値が分配されるが、チームEXPミッション中は勝敗によってもらえる経験値が変動する）ことで、選手に経験値が溜まっていき、一定に達すると、「覚醒ミッション」が発生。これをクリアすると、パワーアップした覚醒選手となる（特定のミッションをクリアできないと覚醒前に戻されることもあり、相手チームの選手覚醒阻止ミッションもある）。
「監督コマンド」が使え、自チームに良い影響を与えたり相手チームに悪い影響を与えたり試合での起用法を選手たちに伝えることができる（使い方によっては逆効果となってしまう場合もある）。監督コマンド実行には、一定の「監督カリスマ値（特定のミッションクリアや月に一回もらえる）」と「監督支持率（特定のミッションクリアで上昇するが、特定のチームEXPミッション失敗や連敗等で結果が出せないと減少）」が必要で、コマンドを使用することで監督カリスマ値は消費される。特定のミッションクリアによって、使えるコマンドが増えていく（最初は「選手個別激励」とチームによって異なるどれか一種類のコマンドを使用できる。VPショップで購入できる「マジペナント優待券」を使用すると「ムードメーカー指名」コマンドも使用でき、監督カリスマ値も40からスタートできる）。「協力プレイ」でも遊べる。
名将ペナント
チームの監督となり、采配を振るペナント。このペナントでは選手は一切操作できない。選手に経験値が溜まる・ミッションが発生する・監督コマンドが存在するのは、マジペナントと同じ。
フリーペナント
日程スキップ・トレード期間外のトレードなどといった、自由にプレイできるペナント。最初に選んだチームではなく、途中から別のチームに鞍替えすることもでき、プレイ形態も、「チーム」「フィールドプレイ」「協力プレイ」「観戦」から選べる。また、VPショップで覚醒させた選手を使うことができる（その代わり、経験値が溜まらないのでペナント中の選手覚醒はない）。ミッション・監督コマンドはない。

### MVP
操作する選手を一人だけ決め（選手を作成する・MVP用に用意された選手を使う・実在選手・オリジナル選手から選択できる。スピリッツモードで作成したオリジナル選手は、作成時に選んだ球団でのみ使用できる）て、フィールドプレイ形式でペナントを勝ち抜いていくモード。フィールドプレイ進行設定を変えることで、打席のみプレイといったこともできる（但し、野手は打席。投手は投球と守備は必ずプレイ）。アピールミッションをクリア・契約更改時に示されたシーズン目標を達成することで、チーム内での立場は上昇していき、年俸（獲得VPに影響）も上昇する。ペナントと同様、チュートリアル表示・日程を選択できる。
試合終了時に活躍に応じて経験値がもらえ、一定以上溜まると能力アップできる。どの能力を上げるかは事前に自由に設定できる（2つ以上にすることもできるが、複数に振り分けるよう設定すると、経験値は分配されるためそれぞれに入る量が少なくなって能力アップに長い期間がかかるため、注意が必要）ので、実在選手を使う場合は実際の能力と大きくかけ離れた能力にすることも可能。
チーム内で自分より年上、またはプロ年数が長い選手がいると発生することがある「盗技ミッション」をクリアすることで、その選手の持つ特殊能力を覚えることができる（したがって、選んだチームによって覚えられる能力が制限される）。ただし不利な能力・「ケガしにくさ」・「野手存在感」・「投手存在感」・「野手威圧感」・「投手威圧感」・CPU操作傾向（「ヘッドスライディング」系は除く）・習得済みの能力よりも下位の能力と、初期能力で持つ選手がいない「初回先頭打者ホームラン男」・「おかわり」・「盗塁5」・「走塁5」・「バント5」・「座り送球」・「対ピンチ5」・「ムードメーカー」はどの球団を選択しても習得できない。
なお、ドラフトによる選手獲得やFA・トライアウトによる選手の移籍はない。
盗技ミッションは野手が5つ、投手が3つ用意されており、クリア時に習得できる能力が変わる（盗技相手の選手はミッション選択時に判明するが、クリアするまでどの能力を習得できるか分からず、クリア時に対象の特殊能力が複数ある場合はランダムで習得）。また、同時に持つことができない「パワーヒッター」「アーティスト」「ラインドライブ」・「流し打ち」「プルヒッター」は習得するたびに上書きされる。野手の守備盗技ミッションは、対応するポジションを守れない場合でも発生する。

### スピリッツ
キャンプ地を選んで、オリジナル選手を作成・育成していく。作成時に自由に打撃・投球フォームを決められ、実在選手と同じにすることもできる。キャンプ地は以下の4つから選べる（最初から選べるのは2つだけ）。高知以外のキャンプ地ではオープン戦として試合もある（DH制ありで相手チームはランダムで決まる。ただし3試合目の相手は選択したチームが所属しないリーグのオールスターで固定される）。打者のプレイがある場合、試合前に球速スピードを設定でき、難易度を調整できる（当然、難しいほどもらえるポイントも多い）。
沖縄
カード練習（与えられたコスト以内のパートナーを3人選び、練習内容が書かれたカードを使って各種ポイント入手。練習相手のパートナーはレベルが上がり、より練習の効果が増す。パートナー同士の出身校や年齢が同じだと2人以上のパートナーを選択して練習するカードでボーナスとして「スピリッツポイント」がもらえる。15ターンまで）とフィールドプレイ（野手は全打席、投手は3イニング登板だが、投手は打ち込まれると3イニング持たずに降板となることもある）2試合から構成される。
鹿児島
フィールドプレイ3試合から構成される。最初にある程度のポイントが与えられ、自由に能力傾向も決められる。試合中の活躍に応じてポイントを獲得できる。
高知（オリジナル選手を1人作ると選択可能）
カード練習とスペシャルスロットで構成される。スペシャルスロットはカード練習の最終15ターン目に必ずスペシャルカードとして登場し、するかしないかはプレイヤーの自由。
主要4ポイントをそれぞれ20消費（0になってもマイナスにはならない）して一回スロットを回し、各種ポイントを獲得する（盗技カードのスロットと違い、目押し技術は関係ない）。
たまに発生する対決モードでは、プレイヤー（育成中のオリジナル選手）かパートナーのうちの一人と対決相手のライバルがそれぞれランダムで選ばれ（ライバルはプレイヤーと各パートナーが所属する球団からは選出されない。また、1球団に偏る傾向がある）、スロットの右端を「対決」で止めると対決開始（ここのみ、目押しが必要となる。コストの星の数が多く、パートナーレベルが高い選手ほど対決モードでも勝ちやすい。もし勝てないと判断した場合、右端のスロットで「回避」を選択することも出来る。）。ライバルに勝てばポイントを大量に獲得できる（逆に負けると大量にポイントを失う）。
他のキャンプ地に比べギャンブル要素が強く、選手能力は運に左右される。
本拠地（オリジナル選手を2人作ると選択可能）
全員操作の試合3試合（1試合目は3イニングのみで、2試合目から3イニングずつ増加でコールドあり。投手は全員リリーフ調整状態なので、先発調整時よりもスタミナが少なく、2試合目以降は継投も重要）で構成。鹿児島キャンプと同様、最初にある程度のポイントが与えられる。プレイヤー以外の選手は試合後に活躍に応じて覚醒し、自身の打撃結果とチームの勝敗でポイントがもらえる。3戦全部勝つと、4戦目も挑戦できる。4戦目は3戦目と同じルールだが、相手チーム（1戦目と同じチーム）の選手が全員覚醒している。
特殊能力は、「カード練習で盗技カードを使用し、スロットでパートナーの持つ特殊能力をそろえる」「試合で特定の条件を満たしロックを解除（一部、一定確率でロック解除）した上で、ポイントとスピリッツポイントを使用する」ことで習得できるが、成績によっては不利な特殊能力を強制習得（一部、一定確率で強制習得）してしまう（ポイントとスピリッツポイントで克服できる）。

### トライアル
フィールドプレイで、さまざまな状況においての守備・走塁の練習をすることができる（内野手のベースカバーなどもあるので、難易度は「プロスピ入門」より高い）。ノーミスで1項目の全課題をクリアすると、ボーナスとしてVPが普通の2倍もらえる。また、全項目をクリア（すべてノーミスでなくてもよい）すると、エクストラの項目（100本ノック）が出現する。

### トレーニング
好きなチームの選手を選んで、打撃・投球・守備練習できる。守備練習では、ランナーも自由におくことができ、打撃方向・打球の強さも自分で決めるマニュアルとランダムで決まるオートが選べる。

### VPショップ
獲得したVPを使って飛びやすい・飛びにくいボールなどのゲームを拡張するアイテムや、覚醒選手のデータを購入できる。

### ユーティリティ
自由にチームを編成（MVPとスピリッツ以外に影響）したり、応援歌を作曲・パスワード入力したり、選手能力を詳しく見ることができる。